# ثورة الخوارج (866-896)
ثَوْرةُ الخَوارِج هي انتفاضة مسلّحة كبيرة ضد الخلافة العباسية وذلك بين عامي (866 - 896 م / 252 - 282 هـ). تركز المتمرّدون في مناطق الموصل وديار ربيعة من ولاية الجزيرة (في المناطق الشمالية من بلاد ما بين النهرين)، واستمرت الحرب قرابة الثلاثين عاماً قامت خلالها الحكومة العبَّاسية ممثلة على مدار عدد من الخُلُفاء الذين حكموا وهم المُعْتَز واَلواثِق والمُهْتَدي والمُعْتَمِد والسُلُطات التابعة لسلطة الخليفة بعدة محاولات لقمعها وإنهائها، ولكن تم سحق التمرد أخيراً بعد أن قام الخليفة المُعْتَضِد بِالله بعدة حملات عسكرية أدَّت لنهاية تَمرُّد الخوارج واِستِعادة هيبة الخِلافة.
وقد قاد الخوارج في البداية شخصاً يُدعى مُساور بن عبد الحميد الشاري، وبعد وفاته عام 877، خلفه في القيادة هارون بن عبد الله البجالي الذي بقي قائداً للمتمرّدين حتى تم أسرِه في عام 896.

## خلفية
في البداية ظهر الخوارج كطائفة دينيّة بارزة في بداية التاريخ الإسلامي، ومعروفة بتعصب أعضائها ومعارضتهم الشديدة للمؤسسة الإسلامية الحاكمة بحسب مفاهيمهم، كما أنها انقسمت كثيراً مع مرور الوقت وتولّدت الكثير من الأفكار داخل الطائفة نفسها، وقد تسببت آراء الخوارج المُتَشددة إلى حدّ رفضهم لحكم بعض الخُلُفاء اِبتداءً من الخليفة عُثمان والخليفة عليّ من الراشِديين والأمويين والعباسيين على حدٍ سواء، وعلى مدار القرنين السابع والتاسع الميلاديّ، كانوا مسؤولين عن العديد من الثورات والهجمات ضد الحكومة القائمة على اِختلافها، ورغم أنهم دوماً ما كانوا يفشلون إلا أنهم نجحوا في فترات قليلة، وكانوا مصدر قلاقل على مرور حكم الخُلُفاء.
وفي ولاية الجزيرة الواقعة ضمن أراضي الخلافة العباسية، صعد نجم الخوارج من الفكر الصفريّ وحصدوا دعماً منذ أواخر القرن السابع الملاديّ، لا سيما بين عرب قبيلة ربيعة. فبين عامي 750 و 865 اندلعت أكثر من اثنتي عشرة ثورة للخوارج في هذه منطقة الجزيرة، على الرغم من أن معظمها تم إخمادها بسهولة من قبل الحكومة المركزيّة العباسية حيث كانت آخر ثورة خوارجيّة حدثت كانت في عام 862، أي قبل ثورة مُساور بنحو أربعة سنوات.
وابتداءً من عام 861، دخلت الخلافة العباسية فترة ضعف شديدة، أصيبت خلالها الحكومة العبّاسيّة في سامراء بالشلل بسبب صراع شرس بين الخلفاء وكذلك المؤسسة العسكرية من أجل السيطرة على مقاليد الحُكُم، وعلى مدار ستينيات القرن الثامن، عانت الحكومة مراراً وتكراراً من صعوبات مالية وأعمال شغب في العاصمة إضافة إلى حركات متمردة في عدد من الولايات والمناطق، حتى تفاقمت هذه المشاكل في عام 865، عندما خاض الخليفتان المتنافسان المُسْتَعين واَلْمُعْتَز حرباً أهلية وسط العراق، حيث خلفت آلاف القتلى وألحقت أضراراً إقتصاديَّة كبيرة بالمنطقة، وحتى بعد نهاية الحرب واستقرّت الخِلافة إلى اَلْمُعْتَز في أوائل عام 866، إلا أن الأوضاع استمرّت بالتدهور أمنيّاً، خاصةً مع تكرار أعمال الشغب للقوات الأمنيّة في كل من سامراء وبغداد.

## اندلاع التمرد
بحسب المؤرخ ابن الأثير الجزري، فقد كان السبب الحقيقي لبدء التمرّد هو قيام صاحب الشرطة حُسين بن بكير في مدينة الحديثة بحبس جوثرة بن مُساور وكان جميلاً وقد ادّعى في كِتاب أرسلهُ لأبيه أن حُسين بن بكير قد تعرّض له بالفاحشة  وحينما علم مُساور بالأمر غضب بشدة وما كان منه إلا أن حشد جمهرة من أنصاره الذين أعلنوا مبايعته، فسارت المجموعة بقيادة مُساور نحو بلدة حديثة فدخلتها وتمكنت من تحرير جوثرة بن مُساور من السجن بعد أن اضطر قادة الشرطة في البلدة للاختباء من المجموعة المهاجمة.
بعد ذلك سرعان ما كثر داعميه من الأكراد والعرب البدو، فقصد المُتمرّدون الموصل فقاتلوا أياماً وبعد فشل محاولاتهم للتقدم في مدينة الموصل، قرروا محاولة التقدم جنوبًا باتجاه طريق خراسان الواصل بين بغداد وحلوان في خريف عام 867 وذلك حينما أرسل والي بغداد قائدين لحماية الطريق، اشتبك مساور مع أحدهما، وتمكن مع 700 من أتباعه من هزيمته، بينما أُجبر القائد الآخر على التراجع نحو بغداد. بعد انتصاره هذا، انتقل مساور إلى مدينة حلوان وقتل أكثر من 400 رجل من المدافعين عنها.
تعاقب، خلال التمرد، عدة حكام داخل مدينة الموصل؛ إذ عزل الحاكم الخزاعي، العقبة بن محمد، من قبل الزعيم العربي التغلبي، أيوب بن أحمد، الذي عين ابنه حسن حاكمًا خلفًا له. في بداية عام 868، وردًا على تنامي قوة المتمردين، شكل نائب والي الموصل، أسدي الله بن سليمان، جيشًا انطلق به نحو مناطق المتمردين الذين كانوا متمركزين بالقرب من نهر الزاب. التقى الطرفان في شهر مايو 868، واندلعت بينهما معركة في وسط وادي نهر الزاب. بعد قتال عنيف، تمكن الخوارج من الانتصار في المعركة، ومن تكبيد جيش الموالي خسائر فادحة في الأفراد والعتاد، ما اضطر نائب والي الموصل، أسدي الله بن سليمان، إلى الهرب إلى أربيل. تمكن المساور، من خلال هذا الانتصار، من زيادة سلطته في المنطقة، وقام في العام التالي بحملة عسكرية ضد الموصل. بسبب ضعف القوات المدافعة عن المدينة، تمكن المساور مع قواته من دخولها دون أي مقاومة تذكر. مكث المساور مع أتباعه في الموصل لفترة وجيزة أدى خلالها صلاة الجمعة في أحد مساجدها، وانسحب بعدها إلى مدينة حديثة الموصل. بعد ذلك، عين الخليفة العباسيُ التركيَ أزكوتيجين حاكمًا على الموصل. في عام 874 أرسل أزكوتيجين ابنه لتعيينه نائبًا للحاكم، لكنه طرد من قبل مواطني المدينة، فأرسل بعدها كلًا من هيثم بن عبد الله، وإسحاق بن أيوب التغلبي اللذان واجها نفس مصير ابنه. على مدى السنوات العديدة التالية، بقي المساور نشطًا في مناطق واسعة من الموصل وأجزاء من شمالي العراق. أرسل المساور قادة عسكريين لإدارة المناطق الواقعة تحت سيطرته، فأنشأوا ثكنات عسكرية وجمعوا الضرائب من السكان المحليين. أصبح السفر عبر المنطقة صعبًا على موظفي الحكومة الذين كانوا يتعرضون لخطر الاعتقال أو القتل من قبل أنصار المساور. تلقى المساور دعمًا من قبل عدد من القبائل العربية والكردية القريبة من الموصل، التي تعاطفت معه ومع قضيته، وقاتلت معه حكومة الخلافة.

## حملات العباسيين ضد المساور

عاصر تمردَ الخوارج أربعةُ خلفاء عباسيين، من المعتز إلى المعتضد.

بدءًا من عام 867، أطلقت الحكومة العباسية سلسلة من الحملات العسكرية في محاولة منها لقمع تمرد الحوارج. بدأت هذه العمليات في عهد الخليفة المعتز بالله (866 – 869)، دون أن تحقق في عهده أي نجاح يذكر. أرسل المعتز بالله في بادئ الأمر الضابطين ساتيكين وخطرمش للقتال ضد المساور. نجحت خطة المعتز بالله، وتمكن الضابطان من هزيمة المساور في منطقة جلولاء في شهر ديسمبر. تمكن نشارى بن طاجيباك، أحد القادة العسكريين التابعين لصالح بن وصيف، في شهر سبتمبر 868، من إلحاق الهزيمة بالمساور، وقتل عدد كبير من أتباعه. في العام التالي، أرسلت دولة الخلافة العباسية القائد العسكري، يارجوخ، لقتال المتمردين، لكنه هزم وأجبر على الفرار إلى سامراء.
بعد الإطاحة بالمعتز، ووفاته، واصل حليفته، المهتدي (869 – 879)، الحملات العسكرية ضد الخوارج. في يناير عام 870، تلقلى الخليفة العباسي تقارير حول هجوم المساور على بلدة بلد، فما كان منه إلا أن أمر القادة العسكريين، موسى بن بغا الكبير ومفلح التركي والبيَقبق، بالتقدم ضده؛ إلا أن اشتعال أزمة سياسية في عاصمة الخلافة تسبب بتأجيل الحملة. بعد تأخر دام عدة أشهر، أعاد موسى والبيَقبق حشد قواتهما، وغادرا إلى الجزيرة في السادس من أبريل. أقامت قوات موسى والبيقبق قاعدة عسكرية في منطقتي السن والمفلح لتعقب تحركات المساور. اشتبكت قوات دولة الخلافة في نهاية المطاف مع المتمردين في أحد الجبال بالقرب من مدينة الحديثة. لم تسر المعركة بالشكل الذي تمناه المساور، الذي تراجعت قوة جيشه بعد قتاله لمنشقين عنه، وأمر جيشه في نهاية الأمر بالانسحاب من أرض المعركة. تقدم قائد قوات الخلافة العباسية، المفلح، إلى مدن مختلفة في منطقة ديار ربيعة، لإعادة فرض سيطرة الخلافة.